# Тимин
Тиминът е една от четирите азотни бази участваща в състава на ДНК. Другите три бази са: аденин, гуанин и цитозин. За съкращение се използва само първата буква „T“, като той винаги формира двойка с аденина. Познат е още като 5-метилурацил и спада към пиримидиновите азотни бази. По името може да се предположи, че тиминът е производно на петия въглероден атом на урацила след метилация. В РНК тази азотна база е заместена от урацила в повечето случаи.
В ДНК тимина и аденина се свързват посредством две водородни връзки и стабилизират структурата нуклеиновите киселини.